# Helicodontium kiusianum
Helicodontium kiusianum là một loài Rêu trong họ Myriniaceae. Loài này được (Sakurai) Taoda mô tả khoa học đầu tiên năm 1977.